# Famille et Turbulences
Famille et Turbulences est un téléfilm français d'Éric Duret diffusé en 2014.

## Synopsis
Fraîchement retraité, Roland promet à sa femme Jeanne de participer aux tâches ménagères, disposant de tout le temps qu'il lui faut. Trois mois plus tard, Jeanne est à bout de nerf : Roland passe ses journées devant la télévision. Après une discussion avec leur fille Julie, Jeanne décide contre toute attente de quitter son mari...

## Fiche technique
- Réalisation : Éric Duret
- Scénario et dialogues : Yann Le Gall
- Musique originale : Frédéric Porte
- Montage : Violeta Fernandez
- Genre : Comédie
- Pays :  France
- Durée : 91 minutes (1 h 31)
- Date de diffusion : 7 octobre 2014 sur France 3

## Distribution
- Martin Lamotte : Roland
- Evelyne Buyle : Jeanne
- Marie Pape : Julie
- Matthieu Rozé : Pierre
- Natalia Dontcheva : Claire
- Jérôme Anger : Alain Duroc
- Asia Gonnet : Sophie
- Stylane Lecaille : Simon
- Antoine Duléry : Tom Brousse